# Pallavolo Lecco Alberto Picco 2023-2024
Questa voce raccoglie le informazioni riguardanti la Pallavolo Lecco Alberto Picco nelle competizioni ufficiali della stagione 2023-2024.

## Stagione
Nella stagione 2023-24 la Pallavolo Lecco Alberto Picco assume la denominazione sponsorizzata di Orocash Picco Lecco.
Partecipa per la quinta volta, la seconda consecutiva, al campionato di Serie A2 terminando il girone B della regular season all'ottavo posto in classifica; nella pool salvezza giunge al terzo posto, conquistando la permanenza in Serie A2.
Il settimo posto in classifica al termine del girone di andata, non gli garantisce l'accesso alla Coppa Italia di Serie A2.

## Organigramma societario
Area direttiva
- Presidente: Dario Righetti
- Team manager: Giovanni Dossi

Area tecnica
- Allenatore: Gianfranco Milano
- Allenatore in seconda: Federico Belloni
- Scoutman: Matteo Marongiu

Area comunicazione
- Responsabile comunicazione: Stefano Lullia
- Addetto stampa: Alice Groppelli

Area sanitaria
- Medico: Renato Maggi
- Preparatore atletico: Jacopo Caputo
- Osteopata: Emanuele Consonni

## Rosa
| N° | Nome                 | Ruolo | Data di nascita | Nazionalità sportiva |
| -- | -------------------- | ----- | --------------- | -------------------- |
| 1  | Rebecca Rimoldi      | P     | 25 maggio 1998  | Italia               |
| 2  | Noemi Monti          | S     | 2 ottobre 2008  | Italia               |
| 3  | Aneta Zojzi          | S     | 23 maggio 2003  | Italia               |
| 4  | Ginevra Bazzani      | O     | 20 gennaio 2002 | Italia               |
| 5  | Candela Salinas      | S     | 23 maggio 2000  | Argentina            |
| 6  | Rachele Mainetti     | L     | 17 maggio 2000  | Italia               |
| 7  | Matilde Frigerio     | C     | 3 febbraio 2002 | Italia               |
| 8  | Alessia Conti        | O     | 4 maggio 2003   | Italia               |
| 9  | Helena Sassolini     | P     | 14 gennaio 2005 | Italia               |
| 10 | Martina Morandi      | S     | 16 gennaio 2002 | Italia               |
| 11 | Federica Piacentini  | C     | 7 marzo 2001    | Italia               |
| 13 | Valentina Cantaluppi | S     | 12 agosto 2004  | Italia               |
| 14 | Alice Barbagallo     | L     | 24 aprile 1997  | Italia               |
| 15 | Gaia Badalamenti     | S     | 11 giugno 2002  | Italia               |
| 16 | Diana Kadyrova       | S     | 13 luglio 1999  | Bielorussia          |
| 17 | Anna Caneva          | C     | 18 marzo 1992   | Italia               |
| 18 | Carola Casari        | L     | 3 agosto 2006   | Italia               |
| 18 | Rachele Nardelli     | S     | 7 gennaio 2001  | Italia               |

## Mercato
| Acquisti | Acquisti             | Acquisti            | Acquisti   |
| R.       | Nome                 | da                  | Modalità   |
| -------- | -------------------- | ------------------- | ---------- |
| S        | Gaia Badalamenti     | Futura Giovani      | definitivo |
| L        | Alice Barbagallo     | Hermaea             | definitivo |
| O        | Ginevra Bazzani      | Academy Sassuolo    | definitivo |
| C        | Anna Caneva          | Talmassons          | definitivo |
| S        | Valentina Cantaluppi | Alba                | definitivo |
| O        | Alessia Conti        | Alba                | definitivo |
| C        | Matilde Frigerio     | Marsala             | definitivo |
| S        | Diana Kadyrova       | Arīs Polemiou       | definitivo |
| L        | Rachele Mainetti     | Mandello            | definitivo |
| S        | Martina Morandi      | Futura Giovani      | definitivo |
| S        | Rachele Nardelli     | Montecchio Maggiore | definitivo |
| S        | Candela Salinas      | Perugia             | definitivo |
| P        | Helena Sassolini     | AGIL                | definitivo |
| S        | Aneta Zojzi          | Montale             | definitivo |

| Cessioni | Cessioni           | Cessioni             | Cessioni   |
| R.       | Nome               | a                    | Modalità   |
| -------- | ------------------ | -------------------- | ---------- |
| C        | Chiara Albano      | Beach World Pescara  | definitivo |
| S        | Maria Teresa Bassi | Beach World Pescara  | definitivo |
| O        | Ginevra Bazzani    | Idea Sassuolo        | definitivo |
| P        | Gaia Belloni       | Grotte di Castellana | definitivo |
| L        | Ilaria Bonvicini   | Futura Giovani       | definitivo |
| O        | Martina Bracchi    | UYBA                 | definitivo |
| S        | Maddalena Citterio | Futura Giovani       | definitivo |
| S        | Arianna Lancini    | Vallecamonica Sebino | prestito   |
| S        | Vitalia Marmen     | Hämeenlinnan         | definitivo |
| L        | Anna Rocca         | Academy Modena       | definitivo |
| S        | Candela Salinas    | Boca Juniors         | definitivo |
| C        | Livia Tresoldi     | Bologna              | definitivo |
| S        | Serena Zingaro     | FoCoL Legnano        | definitivo |

## Risultati

### Serie A2

#### Girone di andata
| 1ª Giornata - 8 ottobre 2023 PalaBione, Lecco                                    | Lecco Picco         | 2 - 3 | Vallecamonica Sebino | 25-21, 25-17, 20-25, 21-25, 14-16 |
| 2ª Giornata - 15 ottobre 2023 PalaFerroli, San Bonifacio                         | Montecchio Maggiore | 3 - 2 | Lecco Picco          | 25-19, 18-25, 22-25, 25-14, 15-13 |
| 3ª Giornata - 22 ottobre 2023 PalaCoim, Offanengo                                | Offanengo           | 3 - 0 | Lecco Picco          | 25-19, 26-24, 25-20               |
| 4ª Giornata - 29 ottobre 2023 PalaBione, Lecco                                   | Lecco Picco         | 3 - 1 | Melendugno           | 22-25, 29-27, 25-21, 25-11        |
| 5ª Giornata - 1º novembre 2023 PalaFontescodella, Macerata                       | Helvia Recina       | 3 - 0 | Lecco Picco          | 25-21, 25-19, 25-21               |
| 6ª Giornata - 5 novembre 2023 PalaBione, Lecco                                   | Lecco Picco         | 3 - 2 | Hermaea              | 25-22, 21-25, 23-25, 25-19, 17-15 |
| 7ª Giornata - 11 novembre 2023 PalaRadi, Cremona                                 | Esperia             | 3 - 1 | Lecco Picco          | 25-13, 16-25, 25-20, 25-22        |
| 8ª Giornata - 19 novembre 2023 Palazzetto dello Sport, San Giovanni in Marignano | Adolfo Consolini    | 3 - 0 | Lecco Picco          | 25-22, 25-13, 25-15               |
| 9ª Giornata - 22 novembre 2023 PalaBione, Lecco                                  | Lecco Picco         | 3 - 2 | Mondovì              | 23-25, 25-20, 25-23, 23-25, 15-13 |

#### Girone di ritorno
| 10ª Giornata - 26 novembre 2023 Pala CBL, Costa Volpino       | Vallecamonica Sebino | 1 - 3 | Lecco Picco         | 25-21, 27-29, 14-25, 22-25        |
| 11ª Giornata - 3 dicembre 2023 PalaBione, Lecco               | Lecco Picco          | 1 - 3 | Montecchio Maggiore | 19-25, 25-23, 21-25, 17-25        |
| 12ª Giornata - 10 dicembre 2023 PalaBione, Lecco              | Lecco Picco          | 1 - 3 | Offanengo           | 17-25, 25-21, 16-25, 22-25        |
| 13ª Giornata - 17 dicembre 2023 Palasport Da Copertino, Lecce | Melendugno           | 3 - 1 | Lecco Picco         | 26-24, 25-23, 18-25, 25-19        |
| 14ª Giornata - 23 dicembre 2023 PalaBione, Lecco              | Lecco Picco          | 2 - 3 | Helvia Recina       | 27-25, 21-25, 25-18, 11-25, 6-15  |
| 15ª Giornata - 28 dicembre 2023 Geopalace, Olbia              | Hermaea              | 2 - 3 | Lecco Picco         | 25-23, 19-25, 25-22, 25-27, 13-15 |
| 16ª Giornata - 7 gennaio 2024 PalaBione, Lecco                | Lecco Picco          | 2 - 3 | Esperia             | 26-24, 28-26, 16-25, 25-27, 10-15 |
| 17ª Giornata - 14 gennaio 2024 PalaBione, Lecco               | Lecco Picco          | 1 - 3 | Adolfo Consolini    | 25-20, 18-25, 18-25, 18-25        |
| 18ª Giornata - 21 gennaio 2024 PalaManera, Mondovì            | Mondovì              | 3 - 1 | Lecco Picco         | 21-25, 25-15, 25-19, 25-23        |

#### Pool salvezza
| 1ª Giornata - 28 gennaio 2024 PalaBione, Lecco                | Lecco Picco         | 3 - 0 | Fratte              | 25-22, 25-21, 25-19               |
| 2ª Giornata - 4 febbraio 2024 PalaRoma, Montesilvano          | Beach World Pescara | 0 - 3 | Lecco Picco         | 21-25, 20-25, 18-25               |
| 3ª Giornata - 11 febbraio 2024 PalaBione, Lecco               | Lecco Picco         | 3 - 2 | Bologna             | 23-25, 25-18, 21-25, 25-20, 15-7  |
| 4ª Giornata - 25 febbraio 2024 PalaBione, Lecco               | Lecco Picco         | 3 - 1 | Millenium Brescia   | 28-26, 18-25, 25-23, 25-19        |
| 5ª Giornata - 3 marzo 2024 PalaScoppa, Soverato               | Soverato            | 1 - 3 | Lecco Picco         | 26-24, 24-26, 18-25, 27-29        |
| 6ª Giornata - 10 marzo 2024 Palazzo dello Sport, Trebaseleghe | Fratte              | 2 - 3 | Lecco Picco         | 25-16, 15-25, 21-25, 25-17, 12-15 |
| 7ª Giornata - 17 marzo 2024 PalaBione, Lecco                  | Lecco Picco         | 3 - 0 | Beach World Pescara | 25-19, 25-16, 25-14               |
| 8ª Giornata - 24 marzo 2024 PalaMarani, Budrio                | Bologna             | 2 - 3 | Lecco Picco         | 25-15, 12-25, 15-25, 25-23, 13-15 |
| 9ª Giornata - 30 marzo 2024 PalaGeorge, Montichiari           | Millenium Brescia   | 2 - 3 | Lecco Picco         | 20-25, 25-20, 25-21, 17-25, 11-15 |
| 10ª Giornata - 7 aprile 2024 PalaBione, Lecco                 | Lecco Picco         | 3 - 0 | Soverato            | 25-18, 25-11, 25-16               |

## Statistiche

### Statistiche di squadra
| Competizione | Punti | In casa | In casa | In casa | In trasferta | In trasferta | In trasferta | Totale | Totale | Totale |
| Competizione | Punti | G       | V       | P       | G            | V            | P            | G      | V      | P      |
| ------------ | ----- | ------- | ------- | ------- | ------------ | ------------ | ------------ | ------ | ------ | ------ |
| Serie A2     | 42    | 14      | 8       | 6       | 14           | 7            | 7            | 28     | 15     | 13     |
| Totale       | -     | 14      | 8       | 6       | 14           | 7            | 7            | 28     | 15     | 13     |

G = partite giocate; V = partite vinte; P = partite perse 

### Statistiche dei giocatori
| Giocatore      | Serie A2 | Serie A2 | Serie A2 | Serie A2 | Serie A2 | Totale | Totale | Totale | Totale | Totale |
| Giocatore      | P        | PT       | AV       | MV       | BV       | P      | PT     | AV     | MV     | BV     |
| -------------- | -------- | -------- | -------- | -------- | -------- | ------ | ------ | ------ | ------ | ------ |
| G. Badalamenti | 7        | 66       | 53       | 4        | 9        | 7      | 66     | 53     | 4      | 9      |
| A. Barbagallo  | 22       | 0        | 0        | 0        | 0        | 22     | 0      | 0      | 0      | 0      |
| G. Bazzani     | 6        | 4        | 4        | 0        | 0        | 6      | 4      | 4      | 0      | 0      |
| A. Caneva      | 28       | 301      | 217      | 74       | 10       | 28     | 301    | 217    | 74     | 10     |
| V. Cantaluppi  | 6        | 28       | 23       | 3        | 2        | 6      | 28     | 23     | 3      | 2      |
| C. Casari      | 2        | 0        | 0        | 0        | 0        | 2      | 0      | 0      | 0      | 0      |
| A. Conti       | 27       | 293      | 250      | 20       | 23       | 27     | 293    | 250    | 20     | 23     |
| M. Frigerio    | 25       | 29       | 18       | 6        | 5        | 25     | 29     | 18     | 6      | 5      |
| D. Kadyrova    | 9        | 120      | 101      | 10       | 9        | 9      | 120    | 101    | 10     | 9      |
| R. Mainetti    | 16       | 2        | 0        | 1        | 1        | 16     | 2      | 0      | 1      | 1      |
| N. Monti       | 0        | 0        | 0        | 0        | 0        | 0      | 0      | 0      | 0      | 0      |
| M. Morandi     | 16       | 1        | 1        | 0        | 0        | 16     | 1      | 1      | 0      | 0      |
| R. Nardelli    | 18       | 236      | 213      | 13       | 10       | 18     | 236    | 213    | 13     | 10     |
| F. Piacentini  | 28       | 267      | 190      | 52       | 25       | 28     | 267    | 190    | 52     | 25     |
| R. Rimoldi     | 20       | 14       | 4        | 4        | 6        | 20     | 14     | 4      | 4      | 6      |
| C. Salinas     | 10       | 121      | 107      | 8        | 6        | 10     | 121    | 107    | 8      | 6      |
| H. Sassolini   | 26       | 35       | 25       | 3        | 7        | 26     | 35     | 25     | 3      | 7      |
| A. Zojzi       | 27       | 298      | 253      | 28       | 17       | 27     | 298    | 253    | 28     | 17     |

P = presenze; PT = punti totali; AV = attacchi vincenti; MV = muri vincenti; BV = battute vincenti